# Communauté de communes du Beaunois
Die Communauté de communes du Beaunois ist ein ehemaliger französischer Gemeindeverband mit der Rechtsform einer Communauté de communes im Département Loiret in der Region Centre-Val de Loire. Sie wurde am 20. Dezember 1995 gegründet und umfasste 18 Gemeinden. Der Verwaltungssitz befand sich im Ort Beaune-la-Rolande.

## Historische Entwicklung
Mit Wirkung vom 1. Januar 2017 fusionierte der Gemeindeverband mit der Communauté de communes des Terres Puiseautines und bildete so die Nachfolgeorganisation Communauté de communes du Pithiverais-Gâtinais.

## Ehemalige Mitgliedsgemeinden
1. Auxy
2. Barville-en-Gâtinais
3. Batilly-en-Gâtinais
4. Beaune-la-Rolande
5. Boiscommun
6. Bordeaux-en-Gâtinais
7. Chambon-la-Forêt
8. Courcelles-le-Roi
9. Égry
10. Gaubertin
11. Juranville
12. Lorcy
13. Montbarrois
14. Montliard
15. Nancray-sur-Rimarde
16. Nibelle
17. Saint-Loup-des-Vignes
18. Saint-Michel